# Volo Spair Airlines 3601
Il volo Spair Airlines 3601 (PAR-3601) era un volo cargo tra Ekaterinburg, Russia, e l'Aeroporto Internazionale di Malta, Malta. Il 19 agosto 1996 l'aereo si schiantò in un campo di grano, a 1.500 metri (4.921 piedi) a nord-est della pista dell'aeroporto Nikola Tesla di Belgrado in Jugoslavia.

## L'aereo
L'aereo era un Ilyushin Il-76T di 12 anni con numero di registrazione RA-76513.

## Il volo e l'incidente
Il volo 3601 partì da Ekaterinburg il 18 agosto 1996. L'Il-76T atterrò all'aeroporto Nikola Tesla di Belgrado per fare rifornimento e un controllo di routine.
Il volo 3601 ha provato a decollare intorno alle 23:00, ma all'avviamento dei motori tutti i sistemi elettrici si sono guastati. Il malfunzionamento elettrico è stato riparato e l'aereo è decollato alle 00:10 del 19 agosto 1996 diretto a Malta. Sebbene il problema fosse stato risolto, l'equipaggio aveva configurato in modo errato i propri sistemi elettrici, con il risultato che quei sistemi erano alimentati esclusivamente dalle batterie dell'aereo. Circa 15 minuti dopo il decollo, al raggiungimento di Valjevo, in Jugoslavia, le batterie hanno iniziato a scaricarsi completamente. Il pilota Vladimir Starikov si mette così in contatto con il controllo del traffico aereo di Belgrado dicendo che il suo aereo accusava di nuovo problemi con l'impianto elettrico; quello è stato l'ultimo contatto avuto dal controllo del traffico aereo con il volo 3601. L'equipaggio ha effettuato diversi tentativi di effettuare un atterraggio d'emergenza a Belgrado, senza successo a causa della notte e delle difficili condizioni meteorologiche. L'Ilyushin si schianta durante uno di questi tentativi, uccidendo tutti gli 8 membri dell'equipaggio e 3 passeggeri.
Il volo 3601 era apparso sopra Belgrado circa un'ora dopo il decollo. Molti residenti videro l'aereo sorvolare la città e si accorsero che le sue luci esterne non erano attive. Il tempo quella notte era pessimo, con nuvole consistenti. Poiché non c'era energia elettrica a bordo dell'aereo, potevano cercare la pista soltanto a vista.
Intorno all'1:30 il volo 3601 gira intorno al centro di Belgrado a un'altitudine molto bassa; in seguito dei testimoni hanno riferito di averlo visto volare molto basso sopra Nuova Belgrado. Alle 03:14 l'equipaggio di condotta tenta un atterraggio, prima effettuando una virata di 180 gradi e poi puntando alla pista 12 su una rotta di 121 gradi.
L'aereo è precipitato in un campo di grano mentre tentava un atterraggio di emergenza all'aeroporto internazionale di Surcin, esplodendo e uccidendo l'equipaggio russo di 11 persone. Secondo il New York Times, l'aereo trasportava illegalmente armi per la Libia.